# 堀井真吾
堀井 真吾（ほりい しんご、1958年1月29日 - ）は、日本の男性声優、ナレーター。新潟県柏崎市出身。青二プロダクション所属。

## 略歴
10歳まで鵜川地区に生まれ育つ。
柏崎市立鵜川小学校から柏崎市立枇杷島小学校に転校。
新潟県立柏崎高等学校28回生時代は剣道部に所属していた。
学習院大学に進学後は演劇に興味を持つ。大学時代はシェークスピア劇研究会に所属していた。
20歳で芙二三枝子舞踊団に門を叩く。21歳の時に芙二三枝子舞踊研究所に顔を出すようになる。その後は7、8年もお世話になり、男性が不足していたため、実力以上の舞台にも随分参加していた。
23歳で劇団に入団。24歳で初舞台。その後は俳優の道へ走り続けていた。。
以前は劇団テアトロ海に所属していた。
その後は声優としても活動しており、『情報プレゼンター とくダネ!』では1999年から2018年5月までナレーションを務めていた。

## 人物
音域はテノール - バリトン。
ナレーション業を多く務めており、下記に記述する作品群の他にも、ナレーターとしてテレビ、ラジオCM、企業VP（Video Package）などで幅広く活動している。
弟は堀井たち兄弟の母校の枇杷島小学校の教頭をしていた。既婚者であり、娘2人、息子がいる。娘の一人は元NST新潟総合テレビアナウンサー(2013〜2018)で現在、フリーアナウンサーの堀井七絵。
趣味はダンス、テニス、スキー、読書。
特技は剣道初段、サルサ、日本舞踊、殺陣、社交ダンス。

## 出演

### テレビドラマ
- ミステリーゾーン第1シリーズ（1959-1960年）（ロッド・サーリング）※DVD・BD版追加録音
- ミディアム5 霊能者アリソン・デュボア（ナレーション）
- 雪の蛍（1991年）
- あなたが好きです（1994年） - 星山 役
- 男の選びかた（1997年）
- 土曜ワイド劇場 明智小五郎シリーズ
- はぐれ刑事純情派
- さすらい刑事旅情編
- TRICK2 第3話（2002年1月25日、テレビ朝日） - ニュースキャスター 役

### バラエティ
- 踊る!さんま御殿!!（1997年 - 、日本テレビ）ナレーション
- お台場明石城（2004年、フジテレビ）ナレーション
- ヴァケスケ（2005年 - 2006年、フジテレビ）ナレーション
- ホンマでっか!?TV（2009年 - 、フジテレビ）ナレーション

### その他のテレビ番組
- ゼウスの休日（1997年、ナレーション）
- FNNスーパーニュース（1998年 - 、ナレーション）
- デジタルNET TV（1998年 - 、ナレーション）
- 情報プレゼンター とくダネ!（1999年 - 2018年5月ナレーション）
- BS23（ナレーション）
- フランク・オーギュスティンのバレエ講座（フランク・オーギュスティン）
- 経済最前線（2005年 - 、ナレーション）
- 21世紀のパイオニア アンドリュー・モーソン（アンドリュー・モーソン）
- 日経Jプラスワン（ナレーション）
- 一滴の向こう側（2013年 - 、ナレーション）

### 映画
- 逮捕しちゃうぞ the MOVIE
- モンスターズ・インク（CDA）
- トリック劇場版（2002年11月9日、東宝） - ラジオアナウンス 役[30]
- 甲虫王者ムシキング スーパーバトルムービー 〜闇の改造甲虫〜（ムシキング）
- インディ・ジョーンズ/クリスタル・スカルの王国
- 夜明け告げるルーのうた（担任教師）

### ビデオ・DVD
- グリーンマイル（2000年、刑務所監視員） ※同名映画の日本語吹替え版
- ダンジョン&ドラゴン（2001年、プロフィオン） ※同上
- 聖闘士星矢 冥王ハーデス十二宮編（2003年、ニオベ）

### ラジオ
- 小山田圭吾の中目黒ラジオ（パーソナリティ）

### テレビアニメ
- ロードス島戦記-英雄騎士伝-（1998年、ルゼナン）
- 神八剣伝（1999年、サムラ）
- ワイルドアームズ トワイライトヴェノム（2000年、マスター）
- マイアミ☆ガンズ（2000年、桜小路妖の父）
- MONSTER（2004年、オットー）
- ちびまる子ちゃん（2004年、田中さん）
- 銀魂（2006年、下元）
- クレヨンしんちゃん（ - 2024年、みのもんた、下っぱA）
- ドラえもん（テレビ朝日版第2期）（2021年、出木杉のパパ）
- BORUTO-ボルト- NARUTO NEXT GENERATIONS（2022年、サザンカ）

### ゲーム
- 英雄伝説 閃の軌跡（ヴァンダイク学院長[31]）
- ゼルドナーシルトSpecial
- 戦場のヴァルキュリア
- WORLD DESTRUCTION 導かれし意思（フクロウ師）

### デジタルコミック
- ルパン三世 D2 MANGA（1997年、石川五ェ門）

### ドラマCD
- テイルズ オブ デスティニー ドラマCD（ダリス・ビンセント）

### 舞台
- 春の皇后
- 花の茶碗
- 築山殿始末
- 薄桜記
- 我が友ヒットラー
- 藍の女
- 鹿鳴館
- 海軍兵学校物語・命ある日に
- 日本大通り
- 朗読会「魂の声・失われた24年」